# AEG DJ.I
AEG DJ.I là một loại máy bay cường kích hai tầng cánh của Đế quốc Đức vào cuối Chiến tranh thế giới I.

## Tính năng kỹ chiến thuật (AEG DJ.I)
Dữ liệu lấy từ German Aircraft of the First World War
Đặc tính tổng quan
- Kíp lái: 1
- Chiều dài: 6,69 m (21 ft 11 in)
- Sải cánh: 10 m (32 ft 10 in)
- Chiều cao: 3 m (9 ft 10 in)
- Trọng lượng rỗng: 1.185 kg (2.612 lb)
- Trọng lượng có tải: 1.370 kg (3.020 lb)
- Động cơ: 1 × Benz Bz.IIIb , 145 kW (194 hp)

Hiệu suất bay
- Vận tốc cực đại: 180 km/h (112 mph; 97 kn)
- Vận tốc lên cao: 4,167 m/s (820,3 ft/min)
- Thời gian lên độ cao: 1.000m (3.281ft) trong 4 phút

Vũ khí trang bị

- Súng: * 2 × súng máy LMG 08/15 Spandau 7,92 mm (.312 in)
- Bom: Bom nhẹ